# Mitterweißenbach
Mitterweißenbach är ett vattendrag i Österrike.   Det ligger i förbundslandet Oberösterreich, i den centrala delen av landet, 210 km väster om huvudstaden Wien.
I omgivningarna runt Mitterweißenbach växer i huvudsak blandskog. Runt Mitterweißenbach är det ganska tätbefolkat, med 65 invånare per kvadratkilometer.